# Severna Madžarska
Severna Madžarska (madžarsko Észak-Magyarország) je regija Madžarske, ki ima središče v Miskolcu. 
Obsega naslednje županije: Borsod-Abaúj-Zemplén, Heves in Nógrád.
Ima površino 13.428 km², kjer živi 1.289.000 prebivalcev; povprečna gostota prebivalcev je tako 96 prebivalcev/km².